# Barrage de Volgograd
 (novembre 2017).
Si vous disposez d'ouvrages ou d'articles de référence ou si vous connaissez des sites web de qualité traitant du thème abordé ici, merci de compléter l'article en donnant les références utiles à sa vérifiabilité et en les liant à la section « Notes et références ».
Le barrage de Volgograd (Волжская ГЭС en russe) est un barrage sur la Volga en Russie. La construction du barrage commença en 1950 et se termina en 1961. Long de 725 m et haut de 44 m, il est associé à une centrale hydroélectrique d'une capacité de 2 671 MW ce qui en fait la plus puissante d'Europe. Sa production électrique a atteint 12 254 GWh en 2019. Il est géré par RusHydro.

## Histoire
Le barrage a été construit dans le cadre du vaste projet d'industrialisation soviétique après la Seconde Guerre mondiale. Le plan prévoyait la construction d'un barrage au nord de Stalingrad (aujourd'hui appelée Volgograd) ayant une capacité de stockage d'énergie d'au minimum 1,7 million de kWh.
Des milliers de jeunes du Komsomol ont participé à la construction. La ville de Voljski s'est développée sur la rive gauche du fleuve pour fournir des logements aux ouvriers. Les turbines et les générateurs ont été construits à Leningrad (aujourd'hui appelée Saint-Petersbourg). Des dizaines d'instituts de recherche et des centaines d'usines ont été impliqués dans la construction du barrage pour fournir des équipements et des spécialistes.
Le premier générateur fut opérationnel le 22 décembre 1958 et la construction du barrage fut achevée le 10 septembre 1961.
La centrale hydroélectrique a utilisé plusieurs innovations technologiques[Lesquelles ?]. 
En 1959, une ligne à haute tension de 500 kV est construite entre Moscou et Stalingrad. 
Quelques années plus tard, en 1964, une ligne expérimentale de 400 kV en courant continu relie Volgograd au Donbass. 
Durant les années 60 et 70, le barrage a été utilisé pour tester des installations électriques et hydromécaniques.